# Stylochoides albus
Stylochoides albus is een platworm (Platyhelminthes). De worm is tweeslachtig. De soort leeft in het zoute water.
Het geslacht Stylochoides, waarin de platworm wordt geplaatst, wordt tot de familie Stylochoididae gerekend. De wetenschappelijke naam van de soort werd voor het eerst geldig gepubliceerd in 1905 door Hallez.